# Ussat
Ussat – miejscowość i gmina we Francji, w regionie Oksytania, w departamencie Ariège.
Według danych na rok 2010 gminę zamieszkiwało 331 osób, a gęstość zaludnienia wynosiła 75 osób/km².